# Bublava
Bublava (Duits: Schwaderbach) is een gemeente in de Tsjechische regio Karlsbad. De gemeente ligt op 735 meter hoogte in het westen van het Ertsgebergte, ongeveer 6 kilometer ten noorden van Kraslice.
Bublava is vooral bekend door zijn skigebieden. Het dorpje ligt vlak aan de grens met Duitsland. Aan de andere kant van de grens ligt het skistadje Klingenthal.

Březová · Bublava · Bukovany · Chlum Svaté Maří · Chodov · Citice · Dasnice · Dolní Nivy · Dolní Rychnov · Habartov · Horní Slavkov · Jindřichovice · Josefov · Kaceřov · Krajková · Královské Poříčí · Kraslice · Krásno · Kynšperk nad Ohří · Libavské Údolí · Loket · Lomnice · Nová Ves · Nové Sedlo · Oloví · Přebuz · Rotava · Rovná · Staré Sedlo · Stříbrná · Svatava · Šabina · Šindelová · Sokolov · Tatrovice · Těšovice · Vintířov · Vřesová